# Dahil Sa Pag-ibig
Dahil Sa Pag-ibig é uma telenovela filipina exibida em 2012 pela ABS-CBN. Foi protagonizada por Piolo Pascual, Jericho Rosales, Cristine Reyes e Maricar Reyes, e com atuação antagônica de Christopher de Leon.

## Elenco
- Piolo Pascual - Fr. Alfred Valderama / Benjamin Osorio Jr.
- Jericho Rosales - Oliver Falcon / Jepoy Osorio
- Cristine Reyes - Jasmin Valderama
- Maricar Reyes - Agnes Javier
- Christopher de Leon - Leo Valderama
- Rafael Rosell - Edison Zaguirre
- Denise Laurel - Wendy Garcia-Zaguirre
- Rey PJ Abellana - Marlon Rivero
- Tetchie Agbayani - Belinda Rivero
- Freddie Webb - Daniel Falcon
- Carla Martinez - Helen Falcon
- Joonee Gamboa - Fr. Benedict Cruz
- Cheska Iñigo - Marina Zaguirre
- Malou Crisologo - Yaya Ceding
- Kristel Fulgar - Andrea Rivero
- Lorenzo Mara - Dennis Velasco
- Edward Mendez - Theo